# Почерняев, Фёдор Кузьмич
Почерняев Федор Кузьмич (1.02.1929 — 13.10.1987) — советский ученый-селекционер в области свиноводства, лауреат Государственной премии УССР в области науки и техники, доктор сельскохозяйственных наук, профессор, заслуженный деятель науки УССР, член-корреспондент ВАСХНИЛ.

## Биография
Родился 1 ноября 19291 ноября 1929 в Полтаве. В 1954 году окончил Полтавский сельскохозяйственный институт.
В 1954—1957 — аспирант Полтавского НИИ свиноводства.
В 1957—1963 — старший научный сотрудник.
В 1963—1970 — заместитель директора института по научной работе. В 1969 году защитил докторскую диссертацию.
В 1970—1987 — директор Полтавского НИИ свиноводства.

## Научные достижения
Является одним из разработчиков методов и приемов по выведению новых пород и линий свиней мясного направления продуктивности. Описал особенности и сформулировал задачи селекционно-племенной работы в различных категориях хозяйств, разработал предложения и организационную структуру племенного и товарного свиноводства.
Под его руководством и при непосредственном участии проведены исследования по изучению стрессовых воздействий на организм животных. Установил высокую корреляцию типов высшей нервной деятельности свиней с производительностью и их адаптационными способностями.
Федор Кузьмич создал собственную научную школу, из которой вышло десять кандидатов наук. Под его редакцией было издано одиннадцать государственных племенных книг свиней крупной белой породы. Участвовал в создании четырех новых высокопроизводительных линий крупной белой породы, возглавлял коллектив ученых — авторов породы свиней
мясного типа ПМ-1, которому 11 декабря 1984 года было присуждено Государственную премию Украины в области науки и техники.

## Общественно-политическая деятельность
С 1971 года избирался депутатом Полтавского городского совета народных депутатов, а с 1980 года — депутатом Полтавского областного совета 17-го, 18-го и 19-го созывов.

## Награды, премии
Заслуженный деятель науки Украинской ССР. Лауреат Государственной премии Украинской ССР. Награждён орденом Трудового Красного Знамени, медалями СССР, УССР и ВДНХ СССР.